# Ecomuseo del botticino

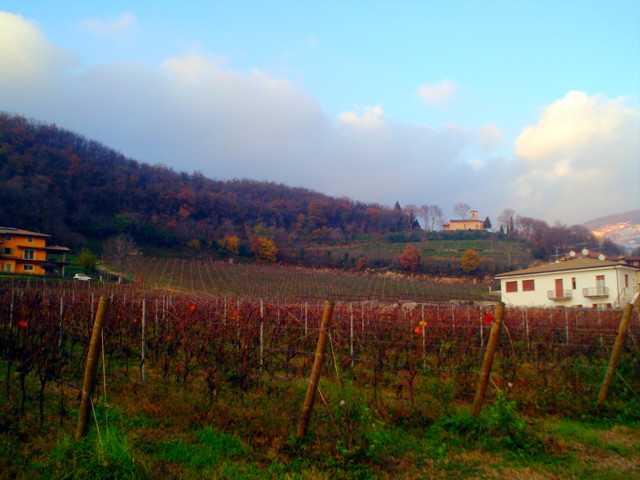
Veduta panoramica dei vigneti di Botticino

L'Ecomuseo del botticino è un'associazione culturale senza scopo di lucro, nata all'inizio degli anni settanta, che ha come obiettivo la valorizzazione dei beni storico-artistici, materiali e immateriali, ambientali, paesaggistici e naturali del territorio, che abbracciano il bacino marmifero posto ad est di Brescia. Ne fanno parte i comuni di Botticino, Rezzato, Mazzano, Serle, Nuvolera, Nuvolento, Prevalle, Paitone, Gavardo, Vallio Terme e le frazioni bresciane di Sant'Eufemia e Caionvico.

## Territorio
L'identità territoriale risiede nella millenaria storia estrattiva, di trasformazione e di lavorazione della pietra calcarea e del marmo nella cava di Botticino. Inoltre, il canale Naviglio Grande Bresciano (segnalato sin dal 1288) che attraversa il territorio ecomuseale ha dato vita ad importanti attività manifatturiere ed artigianali. 

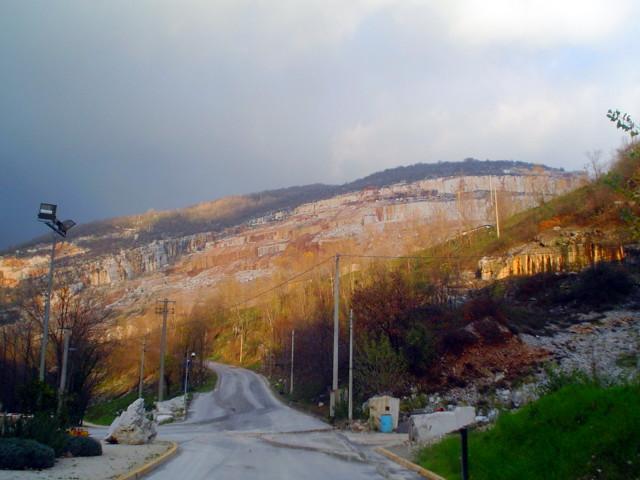
Veduta panoramica delle cave di Botticino

## Patrimonio materiale
L'elemento caratterizzante il territorio ecomuseale è costituito dalla presenza di Monumenti e Riserve Naturali (a Serle l'altopiano delle Cariadeghe, a Prevalle il Buco del Frate), da importanti tracce di antiche attività monastiche (Monastero di Sant'Eufemia dell'XI secolo e resti del Monastero di S. Bartolomeo di Serle del V secolo), da una ricca ragnatela di canali irrigui e dalla pista ciclabile che collega la città con il Garda, costeggiando il Naviglio e toccando diverse cascine, in un micro clima che favorisce la presenza di una flora insolita, come le orchidee. Il territorio è caratterizzato dalla presenza di mercati e fiere plurisecolari, con un nutrito calendario di sagre e ricorrenze religiose (processione di Sant'Anna, feste dei patroni, ecc.), di un volontariato diffuso e di scuole professionali di lunga storia (Scuola di disegno Vantini, ecc.).

## Finalità
L'Ecomuseo è altresì un patto per la salvaguardia e la conoscenza del territorio, con cui una comunità si prende cura del territorio, recupera e valorizza i beni storico-artistici materiali e immateriali, ambientali, paesaggistici e naturali presenti.

## Sede e centro di documentazione e coordinamento
La sede istituzionale è articolata in:
- Sede legale e di coordinamento con segreteria presso palazzo Morani a Prevalle;
- Centro di documentazione e ricerca messo a disposizione dal Comune di Prevalle presso la propria biblioteca civica;
- La Sede di coordinamento, situata nel bellissimo Palazzo Morani, sede del Comune di Prevalle è dotata di spazi adeguati per incontri pubblici, conferenze, seminari, assemblee, mostre, manifestazioni artistico-culturali.

## Sezioni
L'Ecomuseo del botticino è organizzato in sezioni:
- Territoriali: sono i comuni soci dell'Ecomuseo s;
- Aderenti: l'ecomuseo considera sezioni aderenti le realtà culturali, formative, museali, didattiche, associazioni di volontariato, istituti culturali, educativi e formativi che operano nel territorio, strutture, siti, percorsi, ambienti, allestimenti organizzati direttamente o in accordo con l'ecomuseo da gruppi, associazioni, istituzioni pubbliche e private. Si diventa sezione aderente diventando innanzitutto socio, in secondo luogo presentando un progetto oggetto di convenzione. Le sezioni aderenti, quando promuovono attività come Ecomuseo, devono coordinarsi con la sede istituzionale.

## Didattica e offerta turistica
Fra i progetti vengono segnalati:
- Mappa e puzzle del territorio ecomuseale. Con l'intento di coinvolgere le nuove generazioni in un'opera di conoscenza del territorio, delle sue risorse naturali e culturali, della sua storia, si vuole offrire alle scuole primarie della zona un kit per la ricomposizione, mediante elementi sagomati a puzzle, della carta geografica del territorio ecomuseale e di quello di ogni singolo comune;
- Corsi di formazione per volontari, al fine di alimentare l'attività dell'ecomuseo attraverso il coinvolgimento in specifici progetti;
- Corsi di formazione aperti a tutti i cittadini. Il coinvolgimento della popolazione - fine dell'azione ecomuseale - è considerato dagli operatori ecomuseali, e percepito dalla cittadinanza, come una modalità caratterizzante il modo d'essere dell'Ecomuseo del botticino;
- Voli promozionali per scoprire dall'alto il territorio ecomuseale;
- Esplorare l'ecomuseo. Realizzazione di una brochure o di un dépliant per la presentazione dell'ecomuseo e delle sue finalità, mediante immagini significative e brevi testi illustrativi, una mappa del territorio ecomuseale e riferimenti territoriali (monumenti, luoghi, natura, agriturismi, ecc.) accompagnati da relativa legenda;
- Realizzazione del sito internet dell'ecomuseo; www.ecomuseobotticino.it
- Progetto denominato: Il contributo bresciano alla nascita del Vittoriano di Roma. Obiettivo del progetto di ricerca, studio e documentazione è di indagare ciò che rappresenta per Brescia e il suo bacino marmifero la scelta della pietra di Botticino per la costruzione a Roma del memoriale a Vittorio Emanuele II, fortemente voluto da Giuseppe Zanardelli. L'iniziativa fa riferimento all'anniversario, che cade nel 2011, dei cent'anni dall'inaugurazione del grande monumento simbolo della Nazione e dei centocinquant'anni dell'Unificazione d'Italia, intendendo contribuire alla valorizzazione e fruizione del patrimonio storico, artistico e culturale locale, attraverso la pubblicazione della ricerca e la realizzazione di una mostra in più esemplari da offrire alle Ambasciate e Istituti di Cultura italiani all'estero;
- Progetto denominato:  Sentiero degli antenati. È un percorso che mira a valorizzare le realtà agricole e agrituristiche del territorio a est di Brescia. Collocato lungo la pista ciclo-pedonale che collega il capoluogo a Salò, è caratterizzato da 85 sagome ricreativo-culturali posizionate lungo il percorso. Lungo il sentiero si incontrano gli antenati, personaggi storici locali che hanno fatto la storia della comunità locale, rappresentati a grandezza naturale nell'atto di raccontare piccoli episodi della loro vita e del loro tempo. Sentiero degli Antenati è uno degli elementi in cui è declinato il più ampio progetto L'Agriturismo... e il mondo del gusto - un percorso per ogni gusto, tra cultura, ambiente ed enogastronomia, promosso dall'Ecomuseo del botticino e dal Consorzio agrituristico mantovano Verdi Terre d'Acqua. Gli obiettivi del progetto sono di incentivare sul territorio lombardo lo sviluppo di tutte le potenzialità delle proposte sorte negli anni dal settore agrituristico e l'offerta di turismo sostenibile. Tra questi spicca la valorizzazione dell'agricoltura del mondo rurale, di percorsi ambientali, enogastronomici, delle attività sportive legate alla conoscenza del territorio e del benessere fisico e ambientale.

## Galleria d'immagini

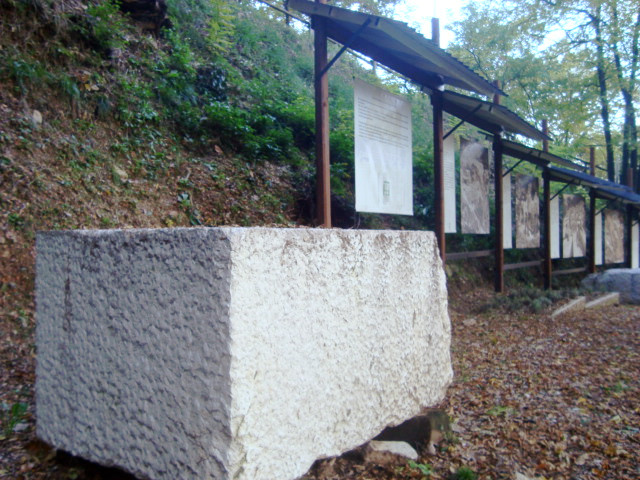
Pannelli dell'Ecomuseo del botticino appartenenti alla sezione del marmo
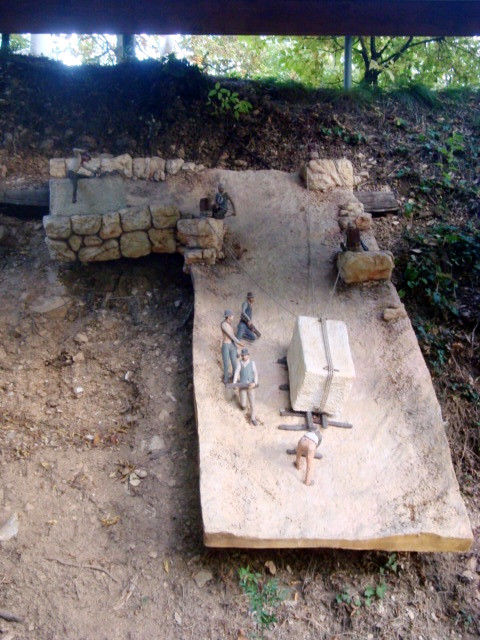
Miniatura raffigurante l'attività estrattiva nelle cave
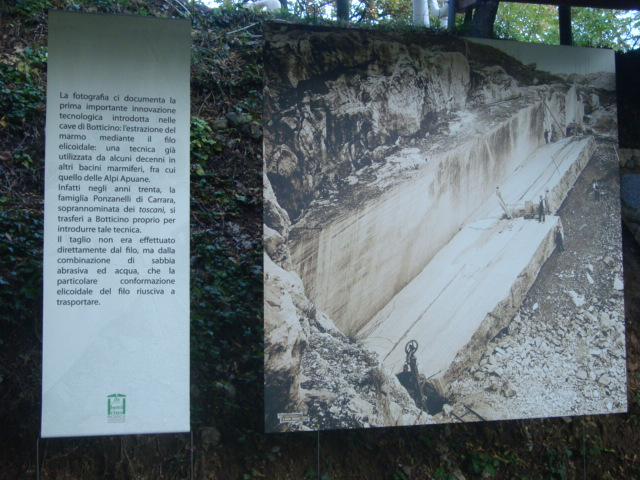
Fotografia dell'attività in cava
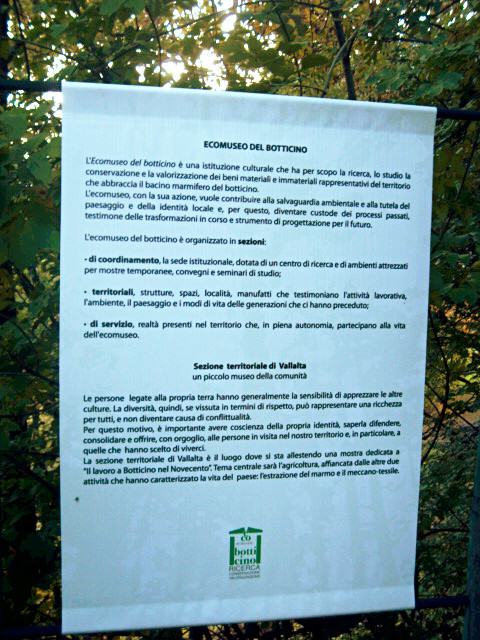
L'Ecomuseo del botticino
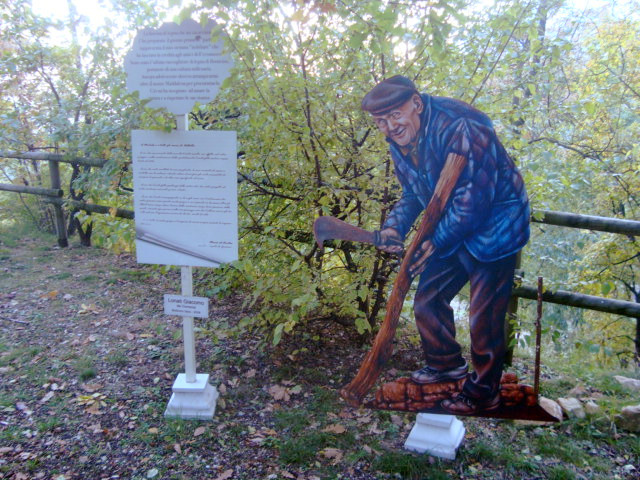
Giacomino, un antenato del progetto "Il sentiero degli antenati"
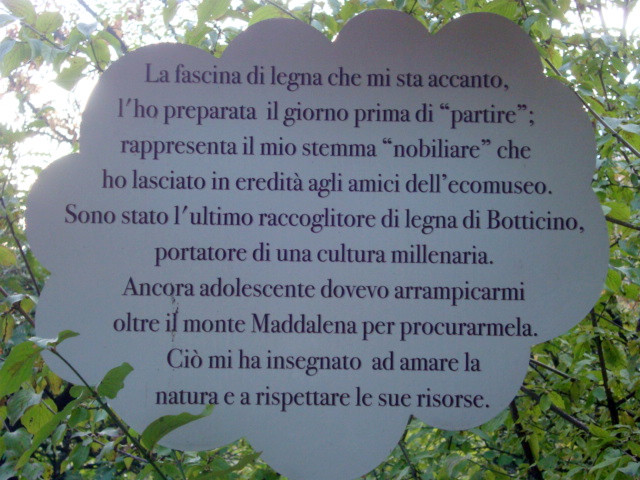
Il fumetto
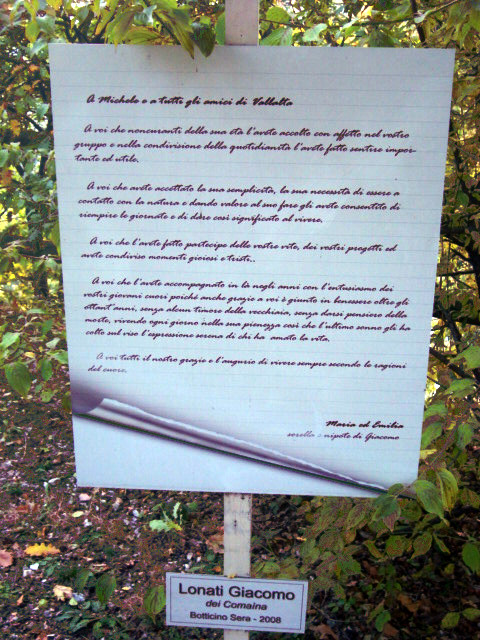
Un tributo
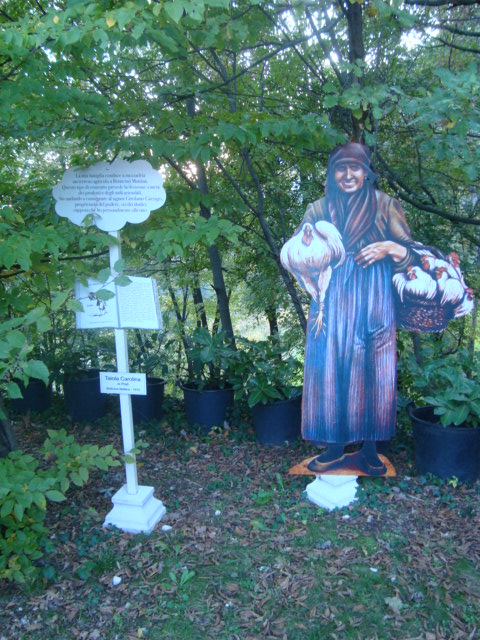
Carolina, un antenato del progetto "Il sentiero degli antenati"
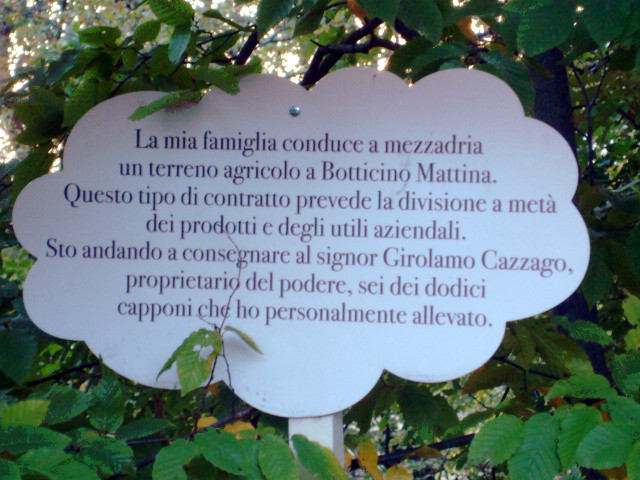
Il fumetto
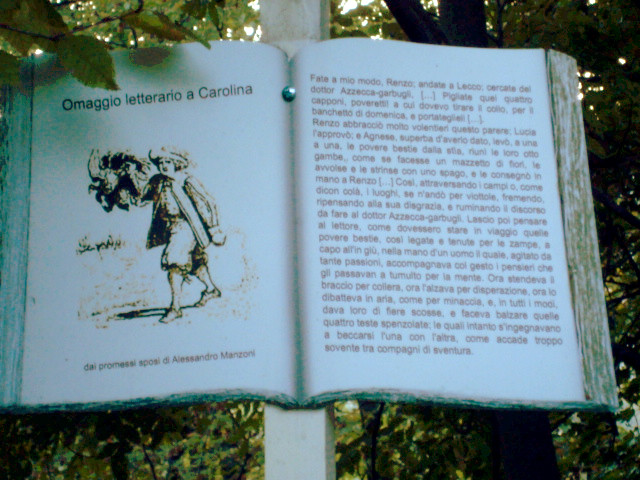
Omaggio letterario a Carolina